# Контесса-32
Контесса-32 (англ. Contessa 32) — тип стеклопластиковой однокорпусной яхты, спроектированной в 1970 году британцем Дэвидом Садлером. Яхта позиционируется как круизно-гоночная. Проектировалась для морских категорий плавания, включая океанские (оффшорные) переходы в сложных погодных условиях.

## Конструкция яхты
Конструкция яхты обладает прекрасными ходовыми качествами. Яхта фактически стала монотипом, построено более 700 лодок.

## История производства
Яхта выпускалась на верфях в Лимингтоне, Великобритания с 1970 по 1982 годы. После этого конструктор продал права на производство лодки канадской компании. В 1995 году, из-за большого спроса на яхты данного типа, конструктор выкупил оригинальные матрицы и права на производство лодок обратно, и с 1996 года яхты снова выпускаются в Великобритании на верфи «Jeremy Rogers Special Products Division».